# Her Story
Her Story är ett interaktivt drama-spel skrivet och regisserat av Sam Barlow som släpptes den 24 juni 2015 till Microsoft Windows, OS X och IOS. Spelare söker och sorterar genom en databas av videoklipp från fiktiva polisförhör och använder klippen för att lösa ett fall med en försvunnen man. Intervjuerna fokuserar på mannens fru, Hannah Smith, som spelas av den brittiska musikern Viva Seifert.
Spelet är Barlows första projekt sedan han slutade på Climax Studios, varefter han blev en indiespelutvecklare. Han eftersträvade att utveckla ett spel som var beroende av berättandet, och undvek att jobba på spelet tills han hade fastställt en idé som var möjlig att genomföra. Barlow beslöt att skapa ett procedur-deckare-spel och inkorporerade förinspelade live-action-filmklipp. Han bedrev efterforskning för spelet genom att titta på existerande polisförhör, där han upptäckte återkommande teman i de misstänktas svar, och beslöt att införliva tvetydighet i undersökningsprocessen i spelet.
Her Story hyllades av flera recensenter efter lanseringen och flera berömde dess narrativ, karaktärsprestation och den okonventionella spelmekaniken. Spelet har sålt över 100 000 exemplar och nominerades till flera utmärkelser, däribland "Årets spel"-priser från många olika spelpublikationer. Vid 2016 års Independent Games Festival vann Her Story priset "Seumas McNally Grand Prize" och "Excellence in Narrative".

## Spelupplägg
Her Story är ett interaktivt drama-spel som fokuserar på en serie om sju fiktiva polisförhör från 1994. När spelet börjar visas en gammal skrivbordsdator som innehåller flera filer och program. Bland programmen finns textfiler med instruktioner som förklarar mekaniken i spelet. Ett av programmen som datorn automatiskt öppnar är "L.O.G.I.C. Database", vilket tillåter spelaren att söka och sortera videoklipp inuti databasen,, av vilka det finns 271 stycken. Videoklippen är polisförhör med en brittisk kvinna, Hannah Smith. Intervjuerna går inte att titta på i hela sin längd, istället måste spelaren titta på korta klipp. Under intervjuerna svarar Hannah på okända frågor från en polis utanför skärm, vilket gör att spelaren får tyda kontexten i svaren. Hannahs svar registreras och spelaren hittar klippen genom att söka bland antecknade ord i databasen, i försök att lösa fallet genom att sätta ihop delar av informationen. När spelare väljer klipp kan de mata in taggar, som sedan blir tillgängliga som sökord. En av filerna i datorn är en sorts funktion som organiserar databasen, vilket hjälper spelaren att kolla mängden klipp som har visats. När ett klipp visas upp ändras den röda rutan i denna funktion till grön. Datorn innehåller också minispelet Mirror Game, baserat på strategibrädspelet Reversi.

## Handling
Intervjubanden visar en kvinna som presenterar sig själv som Hannah Smith (spelad av Viva Seifert), vars make, Simon, har försvunnit, och senare hittas mördad. Hannah medger att de hade ett komplicerat förhållande, men har ett alibi som placerar henne i Glasgow vid tidpunkten, efter ett bråk. Allteftersom fler delar av intervjuerna uppdagas avslöjas det att "Hannah" egentligen är två kvinnor: Hannah och Eve, tvillingar som skildes åt vid födseln av barnmorskan. Tvillingarna var omedvetna om varandra under många år tills de kom till en punkt där de bestämde sig för att agera som en enda person och ha en gemensam dagbok och en uppsättning av regler som fastställde deras handlingar som "Hannah".
Hannah började så småningom dejta Simon som hon mötte hos en glasmästare där de båda arbetade. I strid med systrarnas regler ligger Hannah med Simon och blir gravid, vilket upprör Eve som gör ett försök att själv bli gravid men misslyckas. Hannah får missfall i åttonde månaden. Några år senare möter Simon Eve i en bar. De inleder ett förhållande och Eve blir gravid. Vid denna tidpunkt blir Hannah infertil. På deras födelsedag ger Simon en handgjord spegel till Hannah, men de börjar bråka och Hannah berättar att hon har en syster som är gravid; Simon inser att han är pappan. Följande dag beger sig Eve till Glasgow. Hannah, iklädd Eves peruk, konfronterar Simon. Simon vet inte att hon är Hannah och ger även henne en spegel. Hannah blir rasande, krossar spegeln och råkar av misstag träffa Simon i halsen, vilket dödar honom. När Eve återvänder kommer de båda överens om att gömma Simons kropp och använda Eves resa till Glasgow som ett alibi. I slutet av intervjun nämner Eve att Hannah är "försvunnen", och frågar efter att få tala med en advokat.
När spelare blottlägger stora delar av berättelsen dyker ett chattfönster upp och frågar om de är klara. När spelarna svarat korrekt uppenbaras det att de är Sarah, Eves dotter. Chatten frågar Sarah om hon förstår sin mammas handlingar, och ber att få möta henne utanför.

## Utveckling

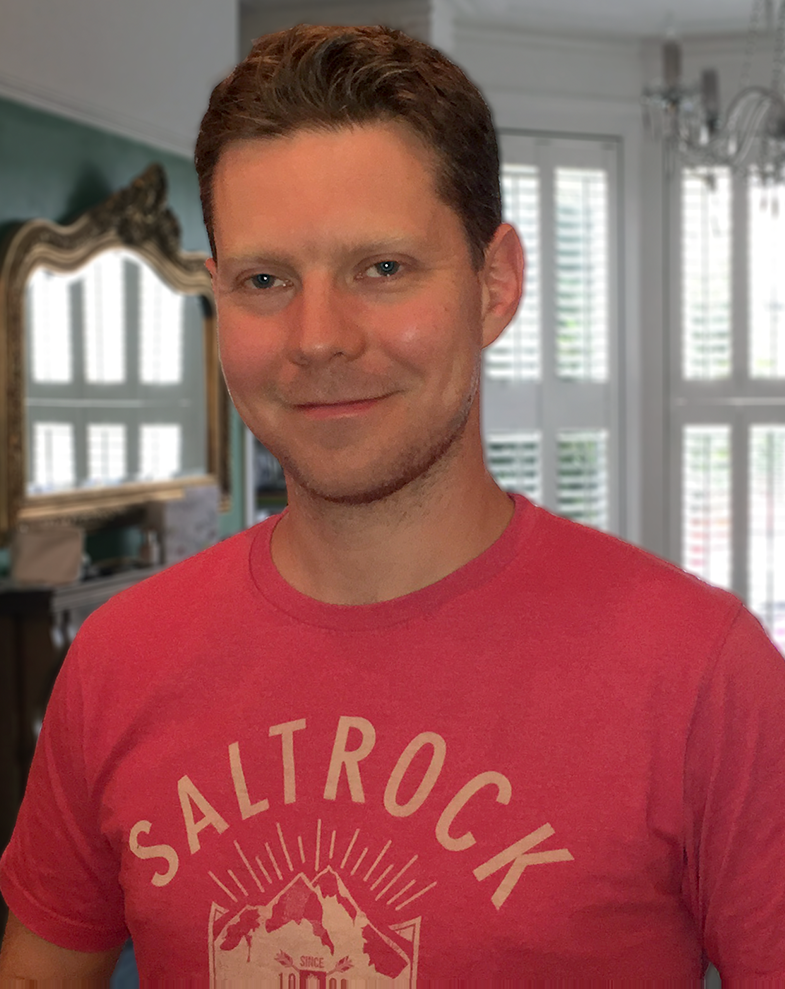
Sam Barlow lämnade Climax Studios och blev en indiespelutvecklare för att arbeta med Her Story.

Her Story utvecklades av Sam Barlow som tidigare hade arbetat på Climax Studios med spel som Silent Hill: Origins från 2007 och Silent Hill: Shattered Memories från 2009. Barlow fick idén med ett procedur-deckare-spel redan på Climax, men beslöt att bli en indiespelutvecklare för att skapa spelet, och för att utveckla ett spel som är "djupt berättelsedrivet". Han blev frustrerad över utgivare som använde diskbänksrealism som anledningen till avvisade spelpitchar, och upptäckte att han genom att bli en indiespelutvecklare kunde skapa sina egna spel. Han ville också bli det efter att ha spelat spel som Year Walk från 2013 och 80 Days från 2014. Barlow undvek att utveckla något tills han hade fått en idé som var möjlig att genomföra. "Jag kunde förmodligen ganska enkelt ha gått och skapat ett utforskande skräckspel... men jag visste på sätt och vis att det skulle bli stora kompromisser där på grund av budgeten," sade han. Barlow satsade sina besparingar för att arbeta med spelet i ett år. Han fullföljde konceptet med Her Story, då det fokuserade på en "intim miljö, dialog och karaktärsinteraktion", vilket han betraktade vara oftast avfärdade i större speltitlar. Barlow fick särskild inspiration till att utveckla Her Story efter att ha sett det fortlöpande stödet till sitt spel Aisle från 1999. När Barlow hänvisade till hur Her Story utmanade typiska spelkonventioner jämförde han det med filmrörelsen Dogme 95 och Alfred Hitchcocks film Repet från 1948.
Her Story godkändes via Steam Greenlight och gräsrotsfinansierades av Indie Fund. Det släpptes den 24 juni 2015 till Microsoft Windows, OS X och IOS. Barlow ville släppa spelet till alla plattformar samtidigt då han var osäker var publiken skulle finnas. "Ifall jag bara hade fokuserat på en [plattform] skulle jag ha förlorat en stor del av den potentiella publiken," kommenterade han. Barlow ansåg att spela Her Story på mobila enheter är en "soffupplevelse". Han sade också att det kändes "naturligt" för det att släppas på mobila enheter, då de regelbundet används för att titta på videoklipp och söka på Internet; liknande uppgifter används som mekaniker i spelupplägget i Her Story. Den mindre pixelstorleken på Iphone, 640×480 istället för 800×600, ledde till Barlows tvivel att släppa spelet på plattformen, men släppte det när det fick positiv respons via speltestning. När utvecklingen närmade sig slutet testades spelet, vilket gjorde det möjligt för Barlow att "balansera vissa aspekter" och "polera ihop föremål". Her Story körs på spelmotorn Unity.

### Speldesign

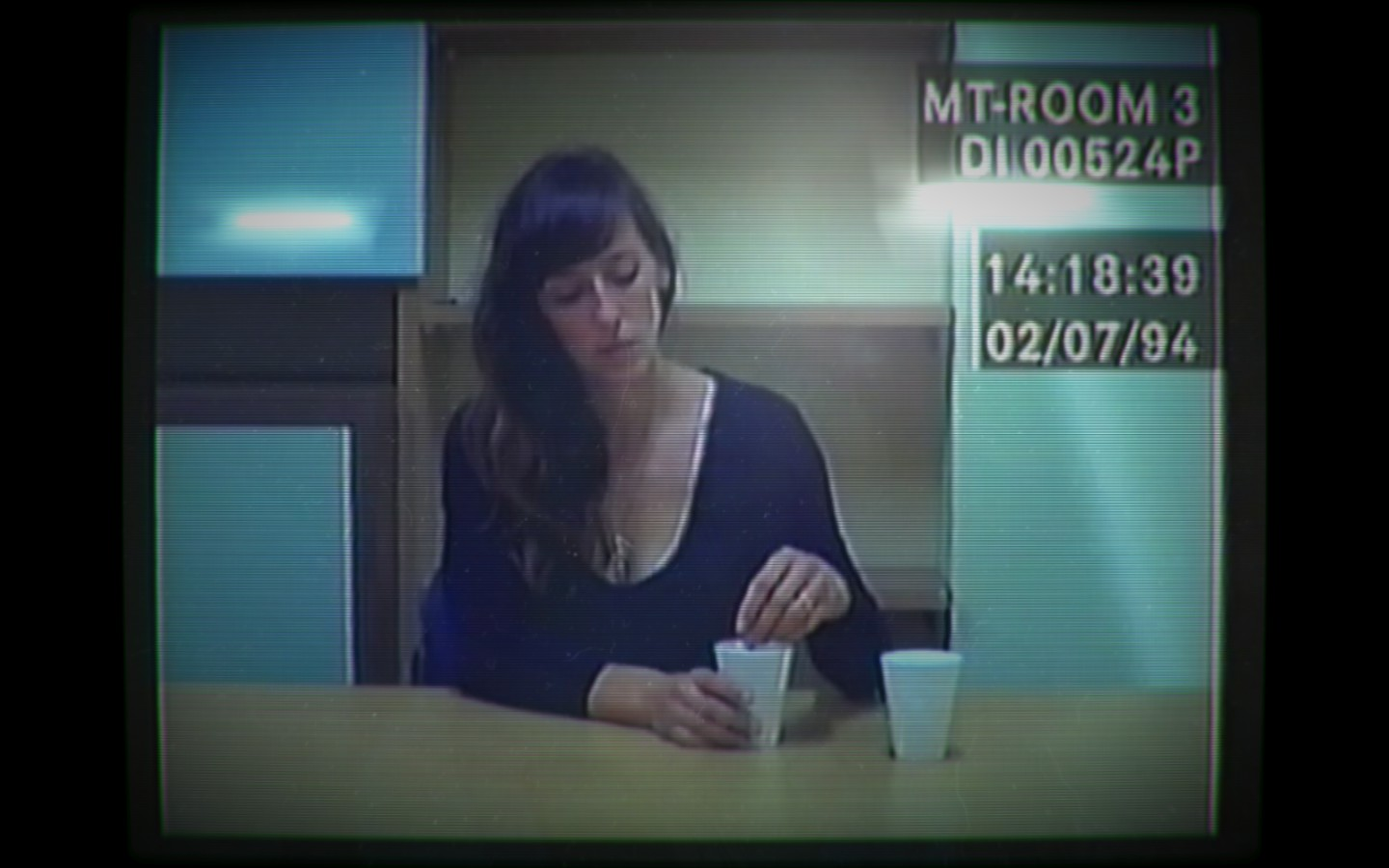
Barlow beslöt sig för att tillämpa inspelade filmsekvenser i spelet efter att ha blivit frustrerad över den tekniska utmaningen i att överföra en skådespelares insatser till en spelmotor.

Barlows ursprungliga idé var att skapa ett spel som involverade polisförhör, men han "visste inte exakt vad det betydde". Han fick sedan idén att föra in live-action-klipp och funktionen att komma åt sekvenserna genom ett databas-gränssnitt. Han beskrev gränssnittet som "delvis Apple II, delvis Windows 3.1 och delvis Windows 98". Designen av gränssnittet inspirerades av Barlows uppskattning för genren procedur-deckare och kommenterade att "idén att göra själva datorn till rekvisita i spelet var så prydligt". Han jämförde också sökmekanismen men Googles sökmotor, och ville "köra på idén" att spelare "i huvudsak googlar". Spelets koncept inspirerades av tv-serien Uppdrag: mord, som gick mellan 1993 och 1999, som Barlow menade skildrade polisförhör som en "gladiatorarena för detektiver". Barlow gjorde avsiktligen spelets öppningsscen "aningen för lång", för att med detsamma göra spelare uppmärksamma på det långsamma tempot som skulle följa.
Inspiration att arbeta med Her Story kom från Barlows missnöje med andra detektivspel. Han tyckte att L.A. Noire från 2011 aldrig fick honom att känna som "den grymma detektiven som var tvungen att läsa saker och följa upp trådar i utredningen", och han kallade spelserien Ace Attorney för "stelt". När Barlow påbörjade utvecklingen av Her Story lade han till mer typiska spelelement, men spelmekanismerna blev mer minimalistiska då utvecklingen fortsatte. Den initiala planen för spelet var att spelare skulle arbeta mot en slutlig upplösning som i ett sista skede skulle lösa brottet. Då Barlow testade konceptet mot tidigare existerande intervjumaterial kring Christopher Porco, en dömd mördare, började han dock upptäcka teman som kom upp till ytan i intervjuerna, särskilt som var relaterade till pengar, som till sist var en stor faktor i Porcos rättegång. Barlow tog detta koncept med förekommande teman och trådar och beslöt att "röra sig bortom de tydligt skriptade delarna" när han utvecklade Her Story. Barlow kände att berättelsens dragningskraft fanns i tvetydigheten i utredningen och jämförde Her Story med poddradion Serial som han lyssnade på under den senare delen av utvecklingen. Han upptäckte att attraktionen till Serial låg i bristen på en definitiv lösning och noterade att "folk lutar mot vissa tolkningar... det som gör den intressant är utsträckningen i vilket den lever vidare i din fantasi".

### Berättelse och karaktärer

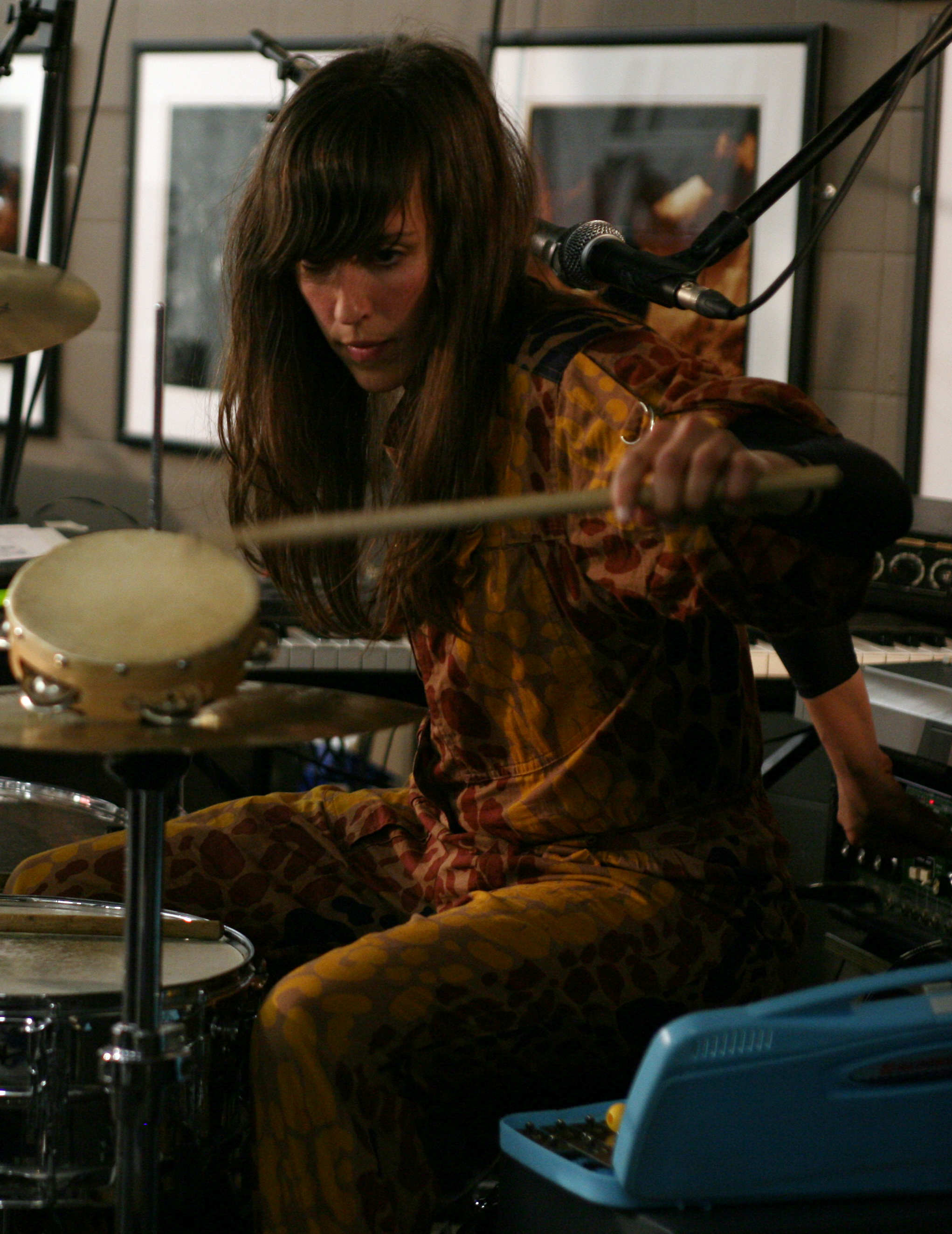
Viva Seifert, musiker, valdes att porträttera huvudkaraktären i Her Story. Seifert hade tidigare samarbetat med Barlow på det outgivna actionäventyrsspelet Legacy of Kain: Dead Sun.

Barlow beslöt sig för att ha med live-action-klipp i spelet efter att ha blivit frustrerad under sina tidigare projekt, särskilt med den tekniska utmaningen i att överföra en skådespelares insatser till en spelmotor. Barlow sökte efter att arbeta med en skådespelare till Her Story då han hade tyckte om processen när han arbetade på Climax Studio, dock med en större budget. Han kontaktade Viva Seifert, med vilken han hade arbetat med i ett års tid på det senare olanserade spelet Legacy of Kain: Dead Sun. Han kände att Seifert är "väldigt bra på att ta en replik och intuitivt dra mycket av undertexten till hennes framförande", vilket fick honom att tro att hon var "perfekt" för rollen i Her Story. När Barlow frågade Seifert om en audition skickade han henne ett manus på 300 sidor, som han lyckades minska ner till 80 sidor genom att ändra textstorlek liksom dialog; hon tackade ja till rollen. Halvvägs genom filminspelningen började Seifert känna press när hon insåg att "hela spelet är knutet" till hennes insats. Hon beskrev inspelningen som "intensiv" och "ganska utmattande", och kände det som att hon "subtilt blev fingranskad" av Barlow, vilket hjälpte hennes prestation. Barlow tyckte också att intensiteten hjälpte Seiferts insats, och tog stickrepliker från regissören Alfred Hitchcock som skulle uppröra hans skådespelare till att kunna utföra det bästa framförandet. Seifert tyckte att där fanns små nyanser i hennes skådespeleri som kan ha "lagt till några överraskningar och svängningar" till spelare som Barlow inte hade förväntat sig. Spelets sju polisförhör spelades in inom en någorlunda kronologisk ordning på över fem dagar, i en process som Barlow kallade för "naturlig". Barlow reste till Seiferts hem i grevskapet Cornwall i sydvästra England för att spela in förhören. Han tyckte att letandet efter platser  till förhörsrummen var den enklaste delen i produktionen, eftersom "överallt finns det rum som ser kassa ut", där videoklippen spelades in i en rådhusbyggnad i Truro. När inspelningen var klar ville Barlow ge intrycket att videoklippen hade spelats in år 1994, men upptäckte att digitala filter inte kunde fånga den tiden på ett lämpligt sätt. Istället spelade han in filmklippen via två VHS-spelare för att skapa brister i filmen innan den digitaliserades in till spelet.
Barlow spelade rollen som detektiverna under inspelningen, där han ställer nedskrivna frågor till Seiferts karaktär, men han syns aldrig i Her Story. När Barlow i efterforskningen tittade på polisförhören upptäckte han att han sympatiserade med Seiferts karaktär, något som inspirerade honom att utesluta detektiven från spelet. Han kommenterade att intervjuerna vanligtvis innehåller "dubbelt svek", där detektiven "låtsas vara den bästa vännen". Barlow tyckte att avlägsnandet av detektiven från spelet förstärker Seiferts karaktär och får spelaren att känna medkänsla. När Barlow bedrev fältstudier för Her Story tittade han på det amerikanska fallet som rörde mordet på Travis Alexander, som fick honom att överväga sättet som kvinnor misstänkta för mord bemöts i förhör, och sade att de "tenderar att göras till fetischer och lättare gjorda till arketyper". Detta stärktes för Barlow när han studerade andra intervjuer i samband med mordfall; han upptäckte att kommentarer i media ofta ignorerade bevisen i utredningen och istället fokuserade på de misstänktas uttryck under förhören. Barlow gjorde ytterligare efterforskning genom att studera texter om psykologi och språkbruk.

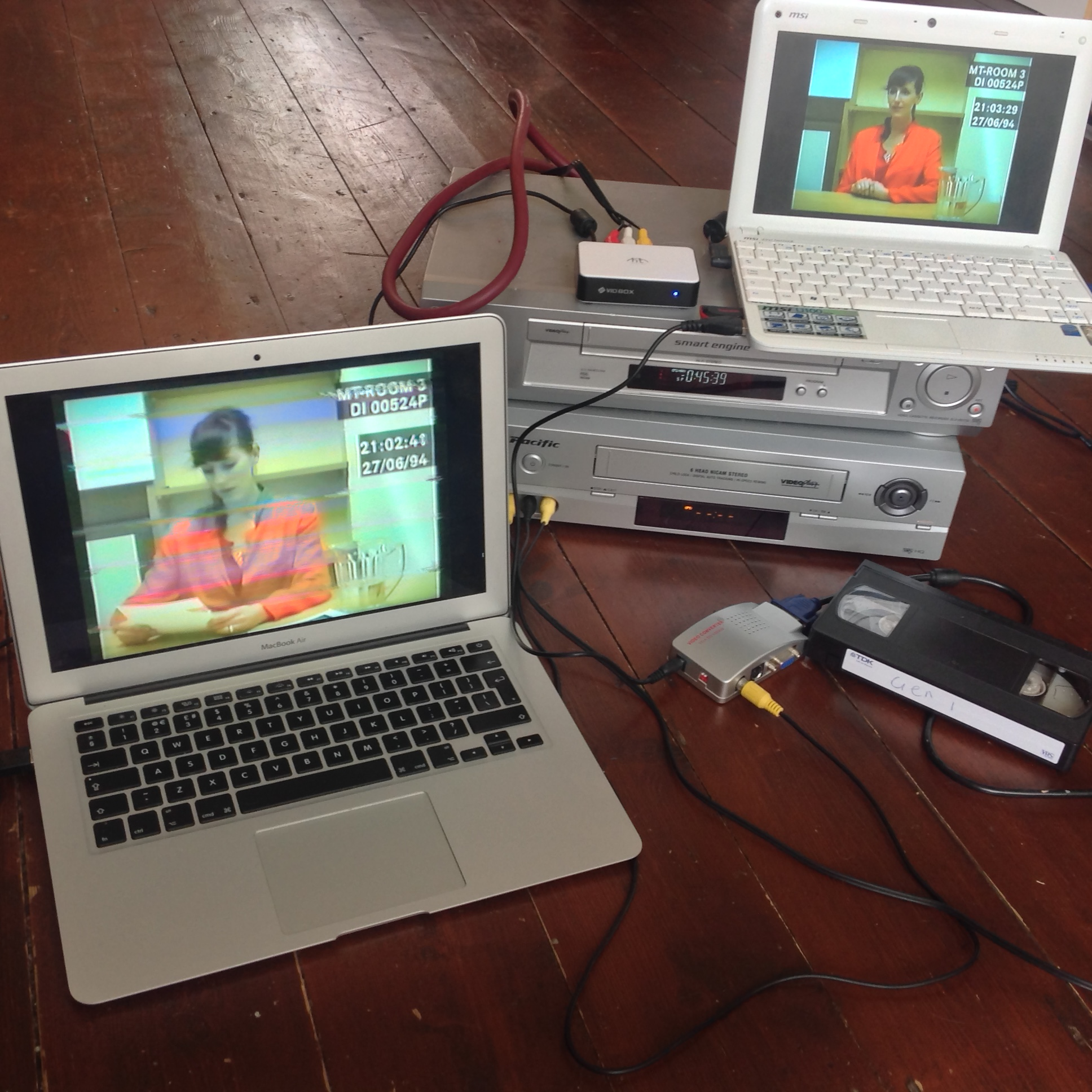
Efter att inspelningen slutförts satte Barlow i filmklippen i två VHS-spelare innan de implementerades i spelet. Detta gjordes för att klippen mer exakt skulle efterlikna tidsperioden runt 1994, den tid där Her Story utspelas.

Efter att ha kommit på spelets huvudsakliga mekanismer började Barlow utveckla berättelsen, bedriva fältstudier och "låta [berättelsen] få ett eget liv". För att utveckla berättelsen placerade Barlow manuset i ett kalkylprogram, som blev så stort att det ofta kraschade han bärbara dator när han öppnade det. Han kartlade varje karaktär i utredningen, inklusive deras bakgrundshistorier och agendor. Han tillbringade cirka halva utvecklingen med att göra detaljerade dokument som visade berättelsens karaktärer och händelser. Han fastställde också datumen som polisförhören skulle äga rum, och vad den misstänkta gjorde under tiden. När Barlow hade bestämt spelets koncept mer precist förvissade han sig om att manuset innehöll "lager av intrig", för att intressera spelare till att slutföra spelet. Barlow ersatte ofta ord i manuset med synonymer för att säkerställa att vissa klipp inte skulle förknippas med irrelevanta ord. När han skrev manuset undvek han oftast övernaturliga teman, men insåg att det skulle involvera ett "något drömlikt och surrealistiskt djup". Medan Barlow arbetade med manuset upptäckte han oftast att han var "väldigt mycket i nuet och skriver från insidan av karaktärernas huvuden". Han tyckte att det var svårt att skapa en ny idé till berättelsen, då fiktiva detektivhistorier hade utforskats många gånger tidigare.

### Musik
|  |
|  |

|  |
|  |

 Då Barlow letade efter musik att använda i Her Story sökte han efter låtar som lät "lite i ofas". Han använde till sist åtta låtar från musikern Chris Zabriskie, och ansåg att hans musik framkallade nostalgi och hade en "modern ton". Barlow tyckte att musiken "belyser gapet mellan den 'fejkade datorvärlden'" och spelet. Den "emotionella intensiteten" hos klippen påverkar också ändringarna i musiken i Her Story.
Barlow syftade också till att införa en låt som Seifert skulle sjunga i några av klippen som passar i spelet. Han bestämde sig för balladen "De två systrarna", som han kände skulle trigga spelets mytiska element. Både Seifert och Barlow ändrade balladen för att få det att passa in i spelet. Barlows avsåg att ljuddesignen skulle vara "helt om autenticitet". Han använde ett gammalt tangentbord för att samla in ljudeffekter till datorn och använde panorering för tangenterna för att få den rätta 3D-positionen under uppspelning.

### Uppföljare
I januari 2016 bekräftade Barlow att en uppföljare var under utveckling, med titeln Her Story 2. Barlow betraktade den som en "andlig uppföljare" till Her Story, med en berättelse som inte är relaterad till det första spelet, men som kommer fortsätta att använda live action-klipp som en central del i spelupplägget.

## Mottagande
| Mottagande       | Mottagande               |
| Samlingsbetyg    | Samlingsbetyg            |
| Tjänst           | Betyg                    |
| ---------------- | ------------------------ |
| Metacritic       | (iOS) 91/100 (PC) 86/100 |
| Recensionsbetyg  |                          |
| Publikation      | Betyg                    |
| Adventure Gamers | [ 5 ]                    |
| Destructoid      | 10/10                    |
| Game Informer    | 8.5/10                   |
| Gamespot         | 8/10                     |
| IGN              | 8.5/10                   |
| PC Gamer US      | 90/100                   |
| Polygon          | 8.5/10                   |
| Videogamer.com   | 8/10                     |

Her Story fick ett positivt mottagande av recensenter. På recensionssammanställningssidan Metacritic har spelet ett genomsnittsbetyg på 91 poäng av 100 baserat på 10 recensioner till IOS-versionen, och 86 av 100 baserat på 49 recensioner till Windows-versionen. Metacritic rankar spelet i dess topp 20-lista över IOS- och Windows-spel från 2015, och Gamerankings lägger Her Story på dess topp 100 IOS-spel genom tiderna. Spelet fick mycket beröm för sitt narrativ, Seiferts insats och spelmekanismer. Brian Albert på IGN kallade Her Story "det mest unika spelet jag har spelat på åratal", och Steven Burns på Videogamer.com beskrev det som "ett av årets bästa och mest intressanta spel". Adam Smith på Rock, Paper, Shotgun kommenterade att det "kan vara det bästa FMV-spelet som någonsin gjorts". (FMV är en förkortning till Full Motion Video: spel som använder förinspelade live-action-klipp). Michael Thomsen på The Washington Post kallade det för "en vacker blandning av film- och datorspelsformaten".
Recensenterna berömde spelets berättande. Kimberley Wallace på Game Informer skrev att den "fragmenterade" skildringen av berättelsen "arbetar till dess fördel". Wallace uppskattade narrativets subtilitet och tvetydigheten kring spelets slut. Megan Farokhmanesh på Polygon noterade att Her Story "spikar dit den mörka, voyeuristiska naturen hos äkta detektivhistorier". Chris Schilling på The Daily Telegraph var imponerad av narrativets sammanhållning, "trots att det presenteras i oordning". Simon Parkin på Eurogamer ansåg att effekterna i berättelsen efterliknade hyllade HBO-thrillers, i synnerhet till publikens uppmärksamhet. Stephanie Bendixsen på Good Game var missnöjd med att stora delar av handlingen avslöjades tidigt i spelet, men hänförde detta till det unika i varje spelares upplevelse.
Seiferts prestation i spelet fick flera hyllningar från recensenter. Justin Clark på Gamespot kände att hennes prestation "förankrade" spelet. Katie Smith på Adventure Gamers skrev att Seifert är övertygande i rollen, särskilt med små detaljer såsom hennes kroppsspråk, men bekymrades över hennes brist på känslor. Wallace på Game Informer uttryckte sig i liknande ordalag och sade att Seifert "spikade rollen". Smith på Rock, Paper, Shotgun skrev att "hela grejen kan kollapsa" utan Seiferts "övertygande" prestation. Albert på IGN kallade skådespeleriet "trovärdigt", och konstaterade att Seiferts insats är "passande jordnära och absurd". Joe Donnelly på Digital Spy skrev att Seiferts presentation hade potential till att inspirera liknande spel, och Andy Kelly på PC Gamer kallade insatsen för "underskattad, realistisk, och komplex". Burns på Videogamer.com kände sig mestadels imponerad av Seiferts prestation, men noterade ibland "tidvis dåligt skådespeleri".
De okonventionella mekanismerna i spelupplägget fick också positiva omdömen från recensenter. Laura Kate Dale på Destructoid kände att spelets tempo och struktur stödde dess narrativ, och Wallace på Game Informer tyckte att sammankopplingen mellan viktiga delar av narrativet var underhållande. Burns på Videogamer.com lyfte fram spelets förmåga att få spelare att inse sin egen partiskhet och utmana deras "självuppfattning". Albert på IGN ansåg att sökverktyget var "tillfredsställande", och som positivt bidrar till spelets tempo, medan Thomsen på The Washington Post skrev att databasmekaniken skapade "tankfulla mellanrum mellan scener", vilket gav "sorg och kraft" i berättelsen. Bendixsen på Good Game beskrev spelets Skrivbordsdator som "passande retro", och tillade att hon "drogs in omedelbart".
Spelet hade sålt över 100 000 exemplar den 10 augusti 2015, varav 60 000 exemplar till Windows, och återstående 40 000 exemplar till IOS.

### Utmärkelser

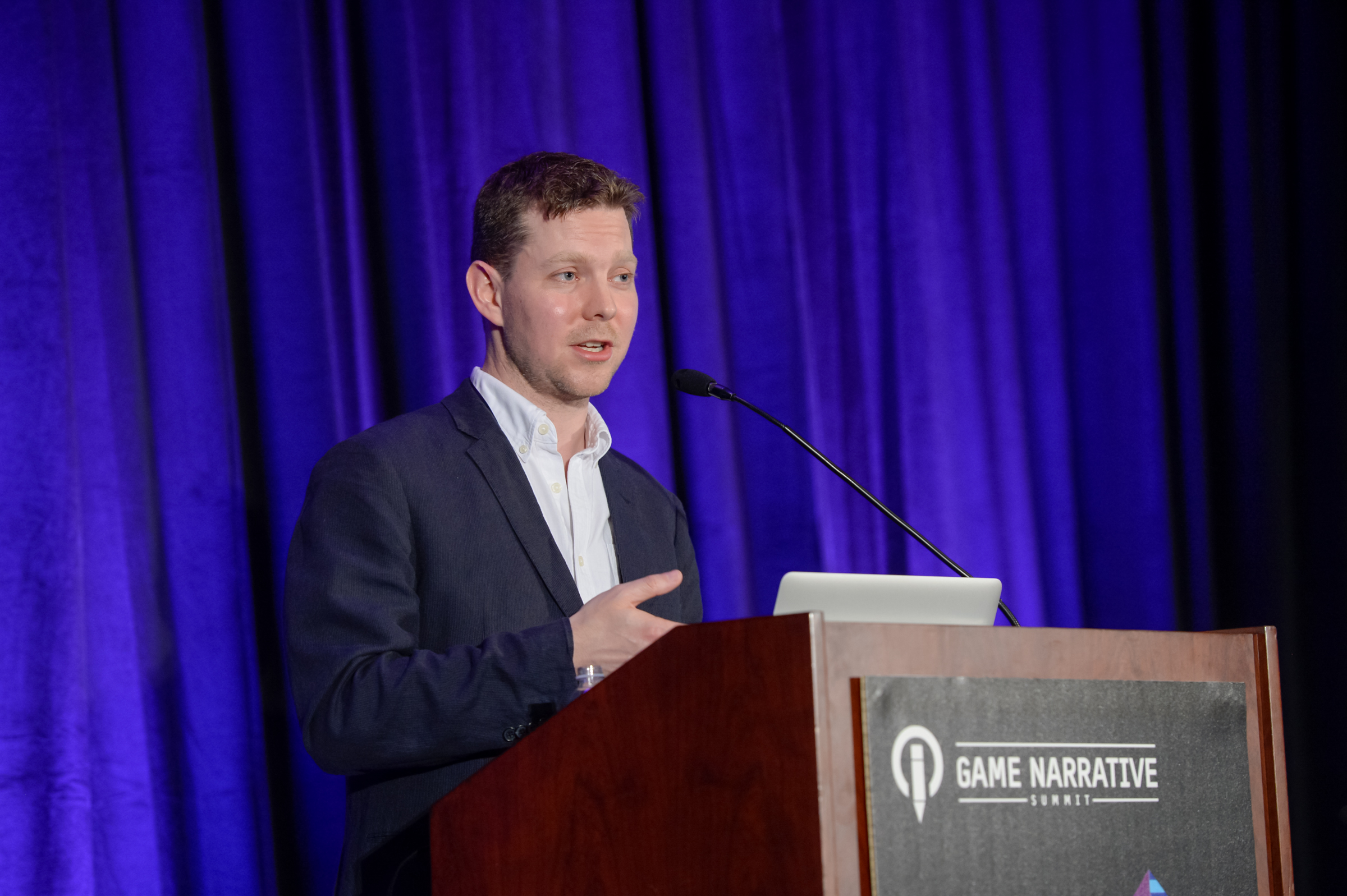
Barlow vid 2016 års Game Developers Conference

Her Story fick flera nomineringar och priser från spelpublikationer. Det vann "Årets spel" från Polygon, liksom "Månadens spel" från Rock, Paper, Shotgun, och Gamespot. Det vann i kategorierna "Breakthrough Award" vid de 33:e Golden Joystick Awards, "Debut Game" och "Game Innovation" under det tolfte British Academy Games Awards, priset för "Most Original game" från PC Gamer, och utmärkelsen "Seumas McNally Grand Prize# vid Independent Games Festival. Her Story vann "Best Narrative" och Seifert vann "Best Performance" för sin roll i spelet vid The Game Awards 2015. Spelet vann "Mobile Game of the Year" vid SXSW Gaming Awards, priset för Mobile & Handheld vid British Academy Games Awards,  utmärkelser för "Excellence in Story and Innovation" vid International Mobile Gaming Awards, samt "Best Emotional Mobile & Handheld Game" vid Emotional Games Awards, medan det kallades för "2015 års bästa IOS-spel" av The Guardian.
| \| Datum \| Utmärkelse \| Kategori \| Mottagare och nominerade \| Resultat \| Ref. \| \| ---------------- \| ------------------------------------------------- \| --------------------------------------- \| ------------------------ \| --------------- \| ---- \| \| 7 juli 2015 \| Rock, Paper, Shotgun Game of the Month: July \| Game of the Month \| Her Story \| Vann \| [59] \| \| 8 juli 2015 \| GameSpot Game of the Month juni 2015 \| Game of the Month \| Her Story \| Vann \| [60] \| \| 30 oktober 2015 \| 33rd Golden Joystick Awards \| Breakthrough Award \| Her Story \| Vann \| [61] \| \| 27 november 2015 \| Global Game Awards 2015 \| Best Indie \| Her Story \| Tredje plats \| [70] \| \| 27 november 2015 \| Global Game Awards 2015 \| Best Story \| Her Story \| Fjärde plats \| [70] \| \| 3 december 2015 \| The Game Awards 2015 \| Best Independent Game \| Her Story \| Nominerad \| [65] \| \| 3 december 2015 \| The Game Awards 2015 \| Best Narrative \| Her Story \| Vann \| [65] \| \| 3 december 2015 \| The Game Awards 2015 \| Games for Change \| Her Story \| Nominerad \| [65] \| \| 3 december 2015 \| The Game Awards 2015 \| Best Performance \| Viva Seifert \| Vann \| [65] \| \| 4 december 2015 \| Vice's Best 20 Video Games of 2015 \| Best Game \| Her Story \| Fjärde plats \| [71] \| \| 15 december 2015 \| Good Game Awards 2015 \| Game of the Year \| Her Story \| Nominerad \| [72] \| \| 23 december 2015 \| PC Gamer Game of the Year 2015 \| Most Original \| Her Story \| Vann \| [63] \| \| 24 december 2015 \| The Guardian's best iPhone and iPad games of 2015 \| Best Game \| Her Story \| Vann \| [69] \| \| 27 december 2015 \| Eurogamer Games of 2015 \| Best Game \| Her Story \| Fjärde plats \| [73] \| \| 28 december 2015 \| Ars Technica best video games of 2015 \| Best Game \| Her Story \| Nionde plats \| [74] \| \| 31 december 2015 \| GamesRadar Game of the Year 2015 \| Game of the Year \| Her Story \| Trettonde plats \| [75] \| \| 31 december 2015 \| Polygon's 2015 Games of the Year \| Game of the Year \| Her Story \| Vann \| [58] \| \| 1 januari 2016 \| Hardcore Gamer Best of 2015 \| Best Story \| Her Story \| Nominerad \| [76] \| \| 6 januari 2016 \| Hardcore Gamer Best of 2015 \| Best PC Game \| Her Story \| Nominerad \| [77] \| \| 12 februari 2016 \| Emotional Games Awards 2016 \| Best Emotional Mobile & Handheld \| Her Story \| Vann \| [68] \| \| 12 februari 2016 \| Emotional Games Awards 2016 \| Best Emotional Game \| Her Story \| Nominerad \| [78] \| \| 12 februari 2016 \| Emotional Games Awards 2016 \| Best Emotional Game Design \| Her Story \| Nominerad \| [78] \| \| 18 februari 2016 \| 19th Annual DICE Awards \| DICE Sprite Award \| Her Story \| Nominerad \| [79] \| \| 18 februari 2016 \| 19th Annual DICE Awards \| Outstanding Achievement in Character \| Hannah Smith \| Nominerad \| [79] \| \| 18 februari 2016 \| 19th Annual DICE Awards \| Outstanding Achievement in Story \| Her Story \| Nominerad \| [79] \| \| 18 februari 2016 \| 19th Annual DICE Awards \| Outstanding Achievement in Game Design \| Her Story \| Nominerad \| [79] \| \| 16 mars 2016 \| 2016 International Mobile Gaming Awards \| Grand Prix \| Her Story \| Vann \| [67] \| \| 16 mars 2016 \| 2016 International Mobile Gaming Awards \| Excellence in Storytelling \| Her Story \| Vann \| [67] \| \| 16 mars 2016 \| 2016 International Mobile Gaming Awards \| Excellence in Innovation \| Her Story \| Vann \| [67] \| \| 16 mars 2016 \| 2016 Game Developers Choice Awards \| Innovation Award \| Her Story \| Vann \| [80] \| \| 16 mars 2016 \| 2016 Game Developers Choice Awards \| Best Handheld/Mobile Game \| Her Story \| Vann \| [80] \| \| 16 mars 2016 \| 2016 Game Developers Choice Awards \| Best Narrative \| Her Story \| Vann \| [80] \| \| 16 mars 2016 \| 2016 Independent Games Festival Awards \| Seumas McNally Grand Prize \| Her Story \| Vann \| [64] \| \| 16 mars 2016 \| 2016 Independent Games Festival Awards \| Excellence in Design \| Her Story \| Nominerad \| [81] \| \| 16 mars 2016 \| 2016 Independent Games Festival Awards \| Excellence in Narrative \| Her Story \| Vann \| [64] \| \| 16 mars 2016 \| 2016 Independent Games Festival Awards \| Nuovo Award for Innovation \| Her Story \| Nominerad \| [81] \| \| 19 mars 2016 \| 2016 SXSW Gaming Awards \| Mobile Game of the Year \| Her Story \| Vann \| [66] \| \| 19 mars 2016 \| 2016 SXSW Gaming Awards \| Matthew Crump Cultural Innovation Award \| Her Story \| Nominerad \| [82] \| \| 19 mars 2016 \| 2016 SXSW Gaming Awards \| Excellence in Narrative \| Her Story \| Nominerad \| [82] \| \| 19 mars 2016 \| 2016 SXSW Gaming Awards \| Most Enduring Character \| Hannah Smith \| Nominerad \| [82] \| \| 7 april 2016 \| 12th British Academy Games Awards \| Debut Game \| Her Story \| Vann \| [62] \| \| 7 april 2016 \| 12th British Academy Games Awards \| Mobile & Handheld \| Her Story \| Vann \| [62] \| \| 7 april 2016 \| 12th British Academy Games Awards \| Game Innovation \| Her Story \| Vann \| [62] \| \| 7 april 2016 \| 12th British Academy Games Awards \| Game Design \| Her Story \| Nominerad \| [62] \| \| 7 april 2016 \| 12th British Academy Games Awards \| Story \| Her Story \| Nominerad \| [62] \| \| 7 april 2016 \| 12th British Academy Games Awards \| Original Property \| Her Story \| Nominerad \| [62] \| \| 7 april 2016 \| 12th British Academy Games Awards \| British Game \| Her Story \| Nominerad \| [62] \| |                                                   |                                         |                          |                 |        |
| Datum | Utmärkelse                                        | Kategori                                | Mottagare och nominerade | Resultat        | Ref.   |
| 7 juli 2015 | Rock, Paper, Shotgun Game of the Month: July      | Game of the Month                       | Her Story                | Vann            | [ 59 ] |
| 8 juli 2015 | GameSpot Game of the Month juni 2015              | Game of the Month                       | Her Story                | Vann            | [ 60 ] |
| 30 oktober 2015 | 33rd Golden Joystick Awards                       | Breakthrough Award                      | Her Story                | Vann            | [ 61 ] |
| 27 november 2015 | Global Game Awards 2015                           | Best Indie                              | Her Story                | Tredje plats    | [ 70 ] |
| 27 november 2015 | Global Game Awards 2015                           | Best Story                              | Her Story                | Fjärde plats    | [ 70 ] |
| 3 december 2015 | The Game Awards 2015                              | Best Independent Game                   | Her Story                | Nominerad       | [ 65 ] |
| 3 december 2015 | The Game Awards 2015                              | Best Narrative                          | Her Story                | Vann            | [ 65 ] |
| 3 december 2015 | The Game Awards 2015                              | Games for Change                        | Her Story                | Nominerad       | [ 65 ] |
| 3 december 2015 | The Game Awards 2015                              | Best Performance                        | Viva Seifert             | Vann            | [ 65 ] |
| 4 december 2015 | Vice's Best 20 Video Games of 2015                | Best Game                               | Her Story                | Fjärde plats    | [ 71 ] |
| 15 december 2015 | Good Game Awards 2015                             | Game of the Year                        | Her Story                | Nominerad       | [ 72 ] |
| 23 december 2015 | PC Gamer Game of the Year 2015                    | Most Original                           | Her Story                | Vann            | [ 63 ] |
| 24 december 2015 | The Guardian's best iPhone and iPad games of 2015 | Best Game                               | Her Story                | Vann            | [ 69 ] |
| 27 december 2015 | Eurogamer Games of 2015                           | Best Game                               | Her Story                | Fjärde plats    | [ 73 ] |
| 28 december 2015 | Ars Technica best video games of 2015             | Best Game                               | Her Story                | Nionde plats    | [ 74 ] |
| 31 december 2015 | GamesRadar Game of the Year 2015                  | Game of the Year                        | Her Story                | Trettonde plats | [ 75 ] |
| 31 december 2015 | Polygon's 2015 Games of the Year                  | Game of the Year                        | Her Story                | Vann            | [ 58 ] |
| 1 januari 2016 | Hardcore Gamer Best of 2015                       | Best Story                              | Her Story                | Nominerad       | [ 76 ] |
| 6 januari 2016 | Hardcore Gamer Best of 2015                       | Best PC Game                            | Her Story                | Nominerad       | [ 77 ] |
| 12 februari 2016 | Emotional Games Awards 2016                       | Best Emotional Mobile & Handheld        | Her Story                | Vann            | [ 68 ] |
| 12 februari 2016 | Emotional Games Awards 2016                       | Best Emotional Game                     | Her Story                | Nominerad       | [ 78 ] |
| 12 februari 2016 | Emotional Games Awards 2016                       | Best Emotional Game Design              | Her Story                | Nominerad       | [ 78 ] |
| 18 februari 2016 | 19th Annual DICE Awards                           | DICE Sprite Award                       | Her Story                | Nominerad       | [ 79 ] |
| 18 februari 2016 | 19th Annual DICE Awards                           | Outstanding Achievement in Character    | Hannah Smith             | Nominerad       | [ 79 ] |
| 18 februari 2016 | 19th Annual DICE Awards                           | Outstanding Achievement in Story        | Her Story                | Nominerad       | [ 79 ] |
| 18 februari 2016 | 19th Annual DICE Awards                           | Outstanding Achievement in Game Design  | Her Story                | Nominerad       | [ 79 ] |
| 16 mars 2016 | 2016 International Mobile Gaming Awards           | Grand Prix                              | Her Story                | Vann            | [ 67 ] |
| 16 mars 2016 | 2016 International Mobile Gaming Awards           | Excellence in Storytelling              | Her Story                | Vann            | [ 67 ] |
| 16 mars 2016 | 2016 International Mobile Gaming Awards           | Excellence in Innovation                | Her Story                | Vann            | [ 67 ] |
| 16 mars 2016 | 2016 Game Developers Choice Awards                | Innovation Award                        | Her Story                | Vann            | [ 80 ] |
| 16 mars 2016 | 2016 Game Developers Choice Awards                | Best Handheld/Mobile Game               | Her Story                | Vann            | [ 80 ] |
| 16 mars 2016 | 2016 Game Developers Choice Awards                | Best Narrative                          | Her Story                | Vann            | [ 80 ] |
| 16 mars 2016 | 2016 Independent Games Festival Awards            | Seumas McNally Grand Prize              | Her Story                | Vann            | [ 64 ] |
| 16 mars 2016 | 2016 Independent Games Festival Awards            | Excellence in Design                    | Her Story                | Nominerad       | [ 81 ] |
| 16 mars 2016 | 2016 Independent Games Festival Awards            | Excellence in Narrative                 | Her Story                | Vann            | [ 64 ] |
| 16 mars 2016 | 2016 Independent Games Festival Awards            | Nuovo Award for Innovation              | Her Story                | Nominerad       | [ 81 ] |
| 19 mars 2016 | 2016 SXSW Gaming Awards                           | Mobile Game of the Year                 | Her Story                | Vann            | [ 66 ] |
| 19 mars 2016 | 2016 SXSW Gaming Awards                           | Matthew Crump Cultural Innovation Award | Her Story                | Nominerad       | [ 82 ] |
| 19 mars 2016 | 2016 SXSW Gaming Awards                           | Excellence in Narrative                 | Her Story                | Nominerad       | [ 82 ] |
| 19 mars 2016 | 2016 SXSW Gaming Awards                           | Most Enduring Character                 | Hannah Smith             | Nominerad       | [ 82 ] |
| 7 april 2016 | 12th British Academy Games Awards                 | Debut Game                              | Her Story                | Vann            | [ 62 ] |
| 7 april 2016 | 12th British Academy Games Awards                 | Mobile & Handheld                       | Her Story                | Vann            | [ 62 ] |
| 7 april 2016 | 12th British Academy Games Awards                 | Game Innovation                         | Her Story                | Vann            | [ 62 ] |
| 7 april 2016 | 12th British Academy Games Awards                 | Game Design                             | Her Story                | Nominerad       | [ 62 ] |
| 7 april 2016 | 12th British Academy Games Awards                 | Story                                   | Her Story                | Nominerad       | [ 62 ] |
| 7 april 2016 | 12th British Academy Games Awards                 | Original Property                       | Her Story                | Nominerad       | [ 62 ] |
| 7 april 2016 | 12th British Academy Games Awards                 | British Game                            | Her Story                | Nominerad       | [ 62 ] |